# Marcel Carné

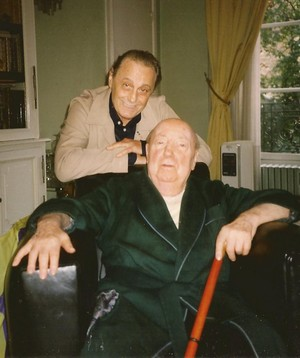
Con el actor Roland Lesaffre.

Marcel Carné (París, 18 de agosto de 1906 - Clamart, 31 de octubre de 1996) fue un destacado director de cine francés realizador de Les Enfants du paradis,El muelle de las brumas y Hôtel du Nord.

## Biografía

### Infancia
Marcel Carné nació en París, en el distrito de Batignolles (distrito 17), de padre ebanista. Su madre murió cuando él tenía cinco años y fue criado por su abuela. Rápidamente, se sintió atraído por el cine. Iba a la proyección de una película todos los jueves, y luego cada vez con más frecuencia, a veces haciendo trampas para no tener que pagar el precio de la entrada.
Su padre quería que lo sucediera y se hiciera ebanista, como él. Por tanto, Marcel Carné empezó estudios para aprender a cortar madera. Luego, los abandonó, aunque no le disgustaban, y empezó a escondidas a asistir a clases vespertinas de fotografía dos veces a la semana en la Escuela de Artes y Oficios, obteniendo el diploma de técnico fotógrafo.
Para pagar sus cada vez más frecuentes sesiones de cine, trabajó en un banco, y después en una tienda de comestibles y en una compañía de seguros.

### Primeras experiencias cinematográficas

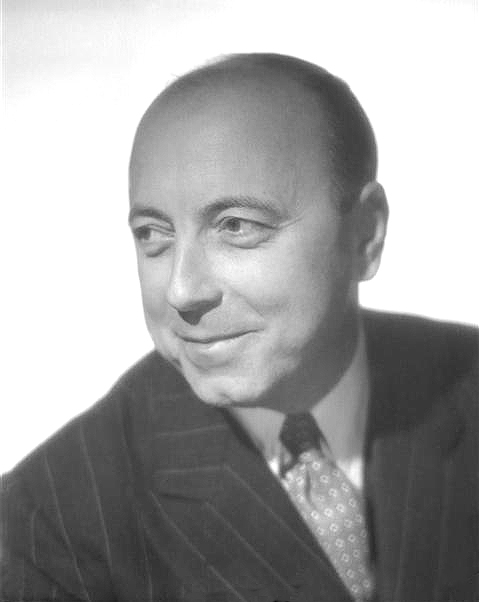
Marcel Carné en 1950.

El primer encuentro decisivo de su carrera tuvo lugar en 1928, cuando conoció a Françoise Rosay, esposa de Jacques Feyder, durante una cena con amigos en común. Al final de la cena, consiguió de ella que le organizara un encuentro con Feyder. Carné fue entonces contratado como segundo ayudante de dirección en la nueva película de Feyder, Les Nouveaux Messieurs.
Tras esta primera experiencia, marchó a hacer el servicio militar en Renania.
Cuando regresó a Francia, en 1929, la revista Cinémagazine organizó un concurso de crítica cinematográfica. Carné presentó cinco y consiguió el primer premio. Lo contrataron como crítico de cine. También escribía en las críticas revistas Hebdo-Film, Vu, Cinémonde y Film-Sonore.
En 1929 decidió realizar su primer documental bajo el título Nogent, Eldorado du dimanche, con la ayuda económica de Michel Sanvoisin. El cortometraje cuenta la historia de las escapadas dominicales de los jóvenes parisinos en las tabernas a orillas del Marne. Seguidamente, Charles Peignot lo convenció de que filmara filmes publicitarios con Jean Aurenche y Paul Grimault.
Más tarde se hizo ayudante de dirección de Richard Oswald en la película Cagliostro (1929), de René Clair en la película Bajo los techos de París (1930), de Jacques Feyder en Le Grand Jeu (1934), Pensión Mimosas (1935) y La kermesse heroica (1935). Dice de Feyder: «Le debo a Feyder casi todo. Me enseñó qué es una película, desde su preparación hasta la dirección propiamente dicha y también la dirección de actores […] La mejor escuela de cine es la práctica».

## Trayectoria
Inició su carrera en el cine mudo como ayudante del director Jacques Feyder. A los 25 años había dirigido ya su primera película, que marcó el inicio de su colaboración con el poeta y guionista Jacques Prévert. Esta colaboración se prolongó por más de doce años durante los que se realizaron películas que preludian lo que es el cine francés actual.
Bajo la ocupación alemana de Francia durante la Segunda Guerra Mundial, Carné trabajó en la Francia de Vichy, pero donde se rebeló contra los intentos del régimen de controlar el arte. Ahí filmó la que está considerada como su obra maestra, Les Enfants du paradis. A finales de los años 1990, esta película fue considerada como la mejor película francesa del siglo en una votación en la que participaron seiscientos críticos y profesionales del cine francés.
Durante la posguerra, Carné y Prévert hicieron la que fue en ese momento la producción más cara de la historia del cine francés, Les Portes de la nuit, que no tuvo el éxito esperado en taquilla. Este fracaso supuso el fin de la colaboración entre ambos artistas.
Durante los años 1950, el público francés empezó a pedir películas románticas y comedias, no los pedazos de realidad que Carné seguía realizando. 
Además, con la llegada de la Nouvelle vague, las películas de Carné tuvieron menos éxito; muchas recibieron críticas negativas, tanto de la prensa como de la industria del cine. Carné realizó su última película en 1976.
Está enterrado en el Cementerio Saint-Vincent de Montmartre.

## Filmografía
- 1929 - Nogent, Eldorado du dimanche
- 1936 - Jenny
- 1937 - Drôle de drame
- 1938 - Le Quai des brumes (El muelle de las brumas)
- 1938 - Hôtel du Nord (Hotel del norte)
- 1939 - Le jour se lève (Amanecer)
- 1942 - Les visiteurs du soir
- 1945 - Les enfants du paradis (Los niños del paraíso)
- 1946 - Les portes de la nuit
- 1950 - La Marie du port
- 1950 - Juliette ou la clé des songes
- 1953 - Thérèse Raquin
- 1954 - El aire de París (L'air du Paris)
- 1956 - Le Pays d'où je viens
- 1958 - Les Tricheurs
- 1960 - Terrain vague
- 1962 - Du mouron pour les petits oiseaux
- 1965 - Trois chambres à Manhattan (Tres habitaciones en Manhattan)
- 1968 - Les Jeunes Loups
- 1971 - Les assassins de l'ordre
- 1974 - La Merveilleuse Visite
- 1977 - La Bible

## Premios y distinciones
Festival Internacional de Cine de Venecia
| Año  | Categoría                      | Película                       | Resultado |
| ---- | ------------------------------ | ------------------------------ | --------- |
| 1938 | Recomendación especial         | El muelle de las brumas        | Ganador   |
| 1946 | Menciones especiales           | Les Enfants du paradis         | Ganador   |
| 1953 | León de Plata                  | Teresa Raquin                  | Ganador   |
| 1971 | León de Oro a toda una carrera | León de Oro a toda una carrera | Ganador   |
| 1982 | León de Oro a toda su carrera  | León de Oro a toda su carrera  | Ganador   |